# Isigny-sur-Mer
Isigny-sur-Mer è un comune francese di 2 827 abitanti situato nel dipartimento del Calvados nella regione della Normandia. Il comune ha subito la fusione, il 1º gennaio 2017, con i comuni di Castilly, Neuilly-la-Forêt, Oubeaux e Vouilly. 
Pare che il villaggio sia stato il luogo di origine della famiglia di Walt Disney. I signori D'Isigny trasferendosi in Inghilterra presero nel tempo il nome anglicizzato di Disney .
Isigny è anche famosa per la produzione di latticini, tra cui il delizioso burro locale “d’élite” e la Crème d'Isigny (unica Crème fraîche épaisse AOP).

## Società

### Evoluzione demografica
Abitanti censiti